# General (tärningsspel)
General är ett tärningsspel som härstammar från Puerto Rico och som erbjuder vissa strategiska valmöjligheter. I likhet med Yatzy används ett speciellt protokoll där spelarnas poäng förs in, men protokollet i general är mindre omfattande än det som används i Yatzy.
Fem sexsidiga tärningar används. Den spelare som är i tur får kasta tärningarna upp till tre gånger och efter de båda första kasten spara valfritt antal tärningar och sedan kasta om de återstående. Resultatet förs in i protokollet, där det finns utrymme för att notera poäng för pokerkombinationerna straight (stege), full hand (tretal + par), fyrtal och femtal. Poäng kan också noteras för enstaka ettor till och med sexor. Varje kategori får bara utnyttjas en gång, så mot slutet av spelet blir spelarna vanligtvis tvungna att skriva in nollor på lediga platser i protokollet.
Skulle en spelare lyckas slå ett femtal i första kastet kallas detta för en general, vilket ger omedelbar vinst. I annat fall är spelets vinnare den som har högst poäng efter tio omgångar.